# Éierepromotioun
Éierepromotioun (fr. Division d'Honneur, niem. Ehrenpromotion) – drugi poziom rozgrywek ligowych w piłkę nożną w Luksemburgu, po raz pierwszy zorganizowany w 1960 (w latach 1989–1994 był podzielony na dwie grupy). W rozgrywkach bierze udział 14 klubów. Dwie najlepsze drużyny w rozgrywkach awansują do Nationaldivisioun, a trzecia walczy o awans w barażach z trzecią drużyną od końca z Nationaldivisioun, dwie najsłabsze drużyny spadają do Éischter Divisioun (Pierwsza Dywizja).

## Skład ligi w sezonie 2012/2013
| Klub                                 | Miasto              |
| ------------------------------------ | ------------------- |
| Alliance Äischdall Hobscheid-Eischen | Hobscheid           |
| CS Oberkorn                          | Oberkorn            |
| FC Erpeldange 72                     | Erpeldange-sur-Sûre |
| FC Mamer 32                          | Mamer               |
| FC Mondercange                       | Mondercange         |
| FC UNA Strassen                      | Strassen            |
| FF Norden 02                         | Weiswampach         |
| Swift Hesperange                     | Hesperange          |
| US Hostert                           | Hostert             |
| US Mondorf-les-Bains                 | Mondorf-les-Bains   |
| US Rumelange                         | Rumelange           |
| US Sandweiler                        | Sandweiler          |
| Victoria Rosport                     | Rosport             |
| Young Boys Diekirch                  | Diekirch            |

## Zwycięzcy rozgrywek
| Sezon     | Mistrz                           | Wicemistrz                       | Zwycięzca barażu                 |
| --------- | -------------------------------- | -------------------------------- | -------------------------------- |
| 1959/60   | Chiers Rodange                   | US Rumelange                     |                                  |
| 1960/61   | Alliance Dudelange               | US Dudelange                     |                                  |
| 1961/62   | Avenir Beggen                    | Belval Belvaux                   |                                  |
| 1962/63   | Jeunesse Wasserbillig            | Progrès Niedercorn               |                                  |
| 1963/64   | US Rumelange                     | Rapid Neudorf                    |                                  |
| 1964/65   | CS Pétange                       | Avenir Beggen                    |                                  |
| 1965/66   | US Bad Mondorf                   | Rapid Neudorf                    |                                  |
| 1966/67   | Progrès Niedercorn               | Red Boys Differdange             |                                  |
| 1967/68   | CS Fola Esch                     | CS Grevenmacher                  |                                  |
| 1968/69   | Stade Dudelange                  | SC Tétange                       |                                  |
| 1969/70   | CS Grevenmacher                  | Alliance Dudelange               |                                  |
| 1970/71   | National Schifflange             | Etzella Ettelbruck               |                                  |
| 1971/72   | Sporting Bettembourg             | CS Fola Esch                     |                                  |
| 1972/73   | Red Star Merl-Belair             | Stade Dudelange                  |                                  |
| 1973/74   | Progrès Niedercorn               | Alliance Dudelange               |                                  |
| 1974/75   | Chiers Rodange                   | Stade Dudelange                  |                                  |
| 1975/76   | CS Grevenmacher                  | Red Black Pfaffenthal            |                                  |
| 1976/77   | Spora Luksemburg                 | Union Luksemburg                 |                                  |
| 1977/78   | Aris Bonnevoie                   | Young Boys Diekirch              |                                  |
| 1978/79   | Spora Luksemburg                 | Stade Dudelange                  |                                  |
| 1979/80   | Olympique Eischen                | Alliance Dudelange               |                                  |
| 1980/81   | FC Wiltz 71                      | Jeunesse Hautcharage             |                                  |
| 1981/82   | US Rumelange                     | Stade Dudelange                  |                                  |
| 1982/83   | Spora Luksemburg                 | Etzella Ettelbruck               |                                  |
| 1983/84   | Alliance Dudelange               | Olympique Eischen                |                                  |
| 1984/85   | CS Grevenmacher                  | Swift Hesperange                 |                                  |
| 1985/86   | FC Wiltz 71                      | CS Pétange                       |                                  |
| 1986/87   | Aris Bonnevoie                   | US Rumelange                     |                                  |
| 1987/88   | CS Pétange                       |                                  |                                  |
| 1989–1994 | Rundy promocyjne (patrz poniżej) | Rundy promocyjne (patrz poniżej) | Rundy promocyjne (patrz poniżej) |
| 1994/95   | FC Rodange 91                    | Sporting Mertzig                 |                                  |
| 1995/96   | CS Hobscheid                     | US Rumelange                     |                                  |
| 1996/97   | Red Boys Differdange             | CS Pétange                       |                                  |
| 1997/98   | Aris Bonnevoie                   | FC Mondercange                   |                                  |
| 1998/99   | US Rumelange                     | FC Schifflange 95                |                                  |
| 1999/00   | Etzella Ettelbruck               | FC Rodange 91                    |                                  |
| 2000/01   | Swift Hesperange                 | Progrès Niedercorn               |                                  |
| 2001/02   | FC Wiltz 71                      | Victoria Rosport                 |                                  |
| 2002/03   | Etzella Ettelbruck               | Spora Luksemburg                 |                                  |
| 2003/04   | CS Alliance 01 Luksemburg        | CS Pétange                       |                                  |
| 2004/05   | UN Käerjéng 97                   | US Rumelange                     |                                  |
| 2005/06   | FC Differdange 03                | Progrès Niedercorn               | FC Mondercange FC Mamer 32       |
| 2006/07   | RM Hamm Benfica                  | Avenir Beggen                    |                                  |
| 2007/08   | US Rumelange                     | CS Fola Esch                     | SC Steinfort                     |
| 2008/09   | CS Pétange                       | FC Mondercange                   |                                  |
| 2009/10   | FC Wiltz 71                      | Jeunesse Canach                  |                                  |
| 2010/11   | Union 05 Kayl-Tétange            | US Rumelange                     | US Hostert                       |
| 2011/12   | Jeunesse Canach                  | Etzella Ettelbruck               | FC Wiltz 71                      |
| 2012/13   | Swift Hesperange                 | US Rumelange                     |                                  |
| 2013/14   | Victoria Rosport                 | US Hostert                       | US Bad Mondorf                   |
| 2014/15   | RM Hamm Benfica                  | Racing FC Union Luksemburg       | UNA Strassen                     |
| 2015/16   | UN Käerjéng 97                   | Union Titus Pétange              | Jeunesse Canach                  |
| 2016/17   | US Esch                          | FC Rodange 91                    | US Hostert                       |
| 2017/18   | Etzella Ettelbruck               | US Rumelange                     |                                  |
| 2018/19   | FC Rodange 91                    | Blue Boys Muhlenbach             |                                  |

### Promocje w latach 1989–1994 poprzez rundy promocyjne
| Sezon   | Pierwszy           | Promowany             | Drugi Promowany    |
| ------- | ------------------ | --------------------- | ------------------ |
| 1988/89 | Aris Bonnevoie     | CS Fola Esch          | Alliance Dudelange |
| 1989/90 | Progrès Niedercorn |                       |                    |
| 1990/91 | FC Wiltz 71        | Koeppchen Wormeldange |                    |
| 1991/92 | F91 Dudelange      | Etzella Ettelbruck    | CS Fola Esch       |
| 1992/93 | CS Pétange         |                       |                    |
| 1993/94 | FC Wiltz 71        | Koeppchen Wormeldange | Swift Hesperange   |